# Maria Dokowicz
Maria Dokowicz (ur. 24 maja 1909 w Nieczajnie, zm. 4 kwietnia 1977 w Dayton, USA) – rzeźbiarka związana z poznańskim środowiskiem artystycznym, fundatorka stypendium dla młodych artystów. 

## Życiorys
Absolwentka Państwowej Szkoły Sztuk Zdobniczych i Przemysłu Artystycznego w Poznaniu (1932). Po ukończeniu studiów podjęła pracę jako plastyk na terenie powstającego portu i miasta Gdyni oraz tworzyła rzeźby sakralne na Pomorzu. W czasie II wojny światowej przebywała w Warszawie, a po jej zakończeniu wyemigrowała przez Niemcy i Paryż do Kanady. Następnie osiedliła się w Dayton (Ohio, USA), gdzie uczyła rysunku i malarstwa. W testamencie przekazała Państwowej Wyższej Szkole Sztuk Plastycznych w Poznaniu sumę 10 tysięcy dolarów, z której utworzono Stypendium w ramach Konkursu im. Marii Dokowicz, przeznaczone każdego roku dla najzdolniejszych dyplomantów i dyplomantek uczelni.